# Intelligenskvot
| Procent av befolkningen              | Wechsler- skalan | Stanford- Binet | Cattell |
| ------------------------------------ | ---------------- | --------------- | ------- |
| 2,2% av befolkningen har lägre IQ    | 70               | 68              | 52      |
| 25% av befolkningen har lägre IQ     | 90               | 89              | 83      |
| Medelvärde                           | 100              | 100             | 100     |
| 25% av befolkningen har högre IQ     | 110              | 111             | 116     |
| 9% av befolkningen har högre IQ      | 120              | 121             | 132     |
| 2,2 % av befolkningen har högre IQ   | 130              | 132             | 148     |
| 0,0001% av befolkningen har högre IQ | 171              | 176             | 214     |

Intelligenskvot (IK, vanligen förkortat IQ för tyska Intelligenz-Quotient, efter arbeten av den tyske psykologen William Stern) är en metod med vilken man har för avsikt att försöka kvantifiera intelligens.
Olika metoder förekommer för att genom så kallade IQ-test fastställa en människas intelligens efter en skala. Skalan är satt så att 100 utgör medelvärdet i en population och övriga värden antas normalfördelade. Som i fallet med alla fenomen där förekomsten är statistiskt normalfördelad, är tätheten intensivare vid mittenvärdet och glesare i ytterkanterna. Detta betyder att skillnaden är större mellan t ex 5:e och 10:e percentilen (eller mellan 90:e och 95:e percentilen) än mellan 50:e och 55:e percentilen. Olika skalor finns, som använder olika standardavvikelse i normalfördelningen. De mest kända är Wechsler, Stanford-Binet och Cattell-skalan. Alla skalor har medelvärdet 100, men eftersom standardavvikelsen skiljer mellan dessa, så är enbart ett talvärde utan angiven skala mångtydigt  (se tabellen). I den mest använda skalan, Wechsler, är standardavvikelsen satt till 15, i Stanford-Binet till 16 och i Catell till 24.

## Historia

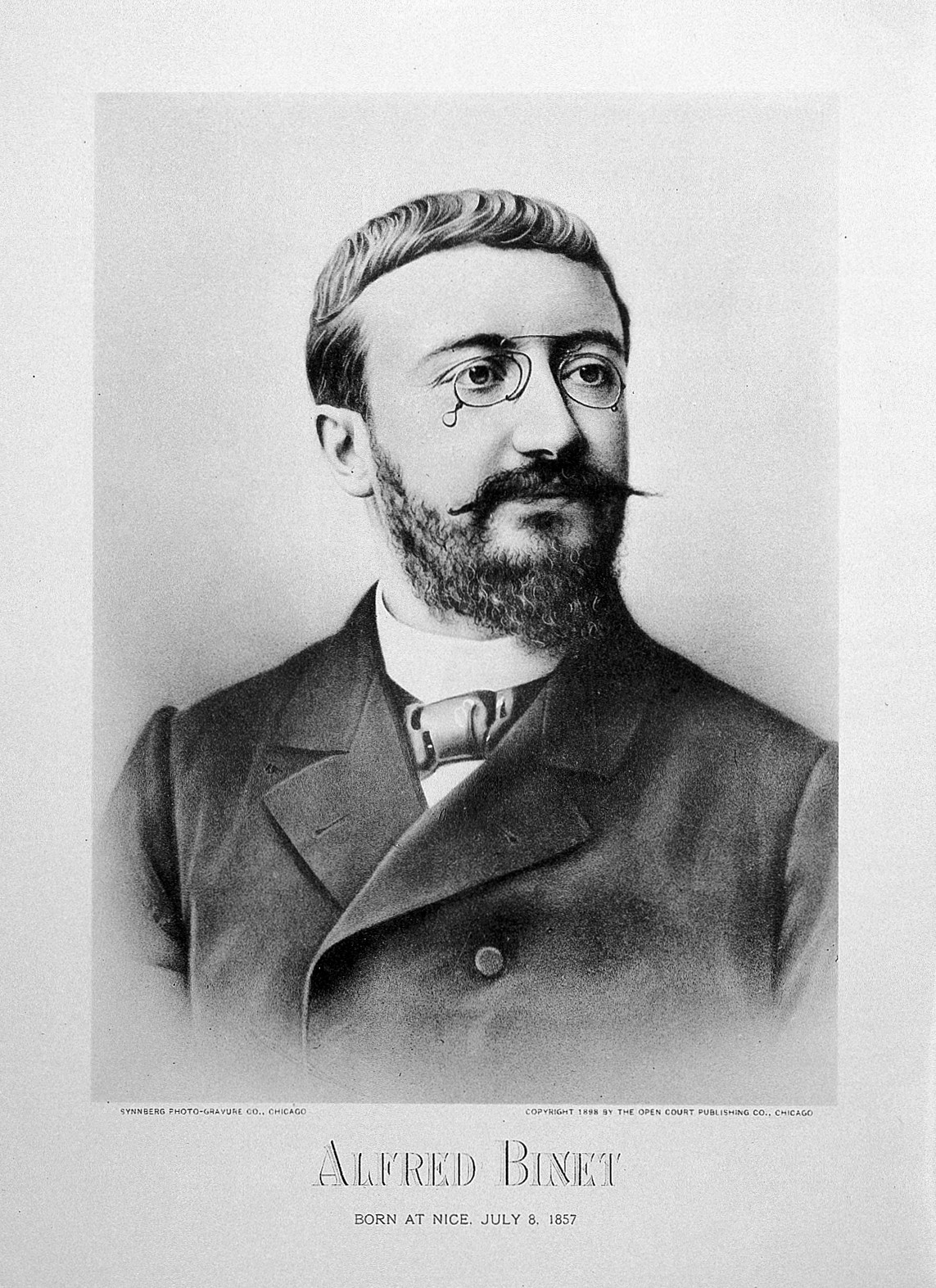
Alfred Binet skapade det första moderna IQ-testet för att identifiera funktionsnedsatta barn.

De första intelligenstesten togs fram av den franske psykologen Alfred Binet, som studerade barn i syfte att upptäcka barn med inlärningsvårigheter. William Stern skapade ett indikationsinstrument som baserade sig på kvoter, varifrån ordet intelligenskvot kommer. För att erhålla indikatorer på begåvning, delade Stern de resultat barnen presterade på test med barnens ålder. Idag normaliseras istället IQ-test på en större population, i allmänhet bestående av män och kvinnor i olika åldrar. Normaliseringen består i att man statistiskt fastslår vilket testresultat som ska placeras in var på skalan, och i regel anges inte en persons intelligens med en exakt siffra, utan med ett konfidensintervall.

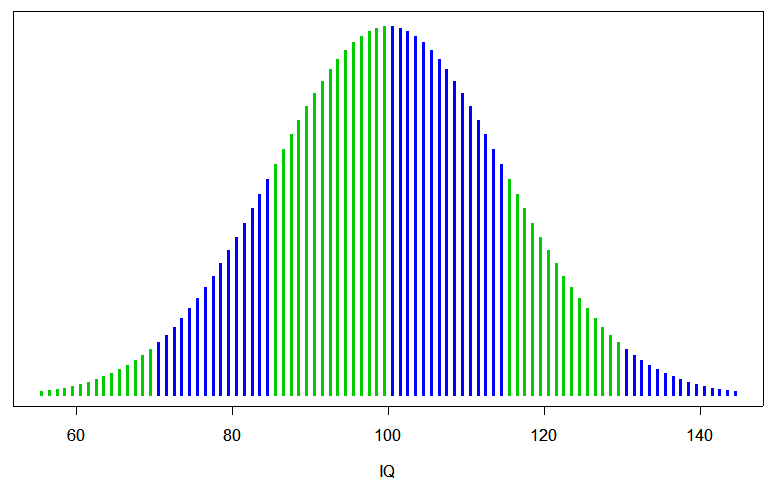
Ungefärlig fördelning av IQ hos människor

## Validitet och social signifikans

### Hälsa
Människor med högre IQ har generellt sett lägre vuxen morbiditet och mortalitet. Posttraumatiskt stressyndrom och schizofreni förekommer enligt särskilda studier mindre hos människor med högre IQ. Människor i svår depression har dock också visats ha lägre IQ än när de är symptomfria och lägre kognitiv förmåga än människor utan depression med jämförbar verbal intelligens. Detta innebär att lägre Intelligenskvot även kan tyda på underliggande depression eller stressrelaterade sviter.

### Ekonomi
Det finns ett tydligt samband mellan hur hög inkomst individ har och dess IQ, men inte lika tydligt när det gäller  livskvalitet. Personer med mycket höga inkomster avviker däremot från mönstret, en förklaring kan vara tur, att vara född i rätt familj eller liknande.

## Kritik
Intelligenskvot är ett väletablerat mått som bland annat används för att diagnostisera intellektuell funktionsnedsättning, men det är samtidigt omdebatterat. Det föreligger till exempel debatt om huruvida IQ ens lyckas indikera intelligens.

## Wechslers värderingstabell
WAIS-testet (Wechsler Adult Intelligence Scale IV) är sannolikt det närmaste man kommer ett allmänt erkänt IQ-test. Den senaste versionen används i dag av yrkesverksamma psykologer över hela världen.[källa behövs] Olika IQ-tester har mycket stark korrelation med varandra, så en person brukar få mycket liknande resultat oberoende av vilket test som används (se generell intelligensfaktor).
Nedanför följer Wechslers värderingstabell som ger en uppfattning om en persons intellektuella nivå i förhållande till befolkningen som helhet.
| IQ        |              | % av befolkningen |
| --------- | ------------ | ----------------- |
| Under 70: | mycket låg   | cirka 2,2 %       |
| 70-79:    | låg          | cirka 6,7 %       |
| 80-89:    | under normal | cirka 16,1 %      |
| 90-109:   | normal       | cirka 50,0 %      |
| 110-119:  | över normal  | cirka 16,1 %      |
| 120-129:  | hög          | cirka 6,7 %       |
| 130+:     | mycket hög   | cirka 2,2 %       |

IQ mellan 70 och 85 benämns som normal begåvnings nedre del eller svag teoretisk begåvning och är inte ovanligt, medan personer med ett IQ under 70 ofta uppfyller kriterierna för någon form av intellektuell funktionsnedsättning.